# Azteca 40
Azteca 40 fue el nombre con el que se conoció la señal producida por TV Azteca para el canal de televisión abierta, XHTVM, tras el convenio realizado en 1998 con Televisora del Valle de México y Corporación de Noticias e Información (CNI), operadores de la estación, propiedad de Javier Moreno Valle. Su objetivo era la comercialización de espacio publicitario para la estación, a través de una programación de entretenimiento originada desde TV Azteca. La señal deja de producirse después de que Javier Moreno Valle rompe relaciones y comienza un conflicto con TV Azteca.

## Historia

### Acuerdo Comercial TVM/CNI-TV Azteca
El 4 de diciembre de 1998, como parte del acuerdo entre las empresas de Javier Moreno Valle y TV Azteca, la señal de Azteca 40 comenzó a emitirse a través de XHTVM-TV en la Ciudad de México en un horario diurno. Gran parte de su programación consistía en comedias de situación como Seinfeld y Amén de la NBC (esto gracias a un acuerdo que tenían TV Azteca y la NBC en ese momento), algunos programas viejos de TV Azteca, así como películas y noticieros emanados de Azteca, a pesar de que la producción de programas informativos era la especialidad de CNI Canal 40, señal que en ese momento ocupaba el espacio de XHTVM en un horario nocturno.
Año y medio después, el 16 de julio de 2000, la dirección de TVM y CNI decide ya no transmitir la señal de Azteca 40. Esto debido a que, según CNI, los resultados no fueron en beneficio de XHTVM, sino que, por el contrario, se dañó aún más al canal disminuyendo su rating y espacios de CNI e incluso por hacer creer a la población que XHTVM ya era propiedad de TV Azteca.

### "Chiquihuitazo"
El 27 de diciembre de 2002, TV Azteca toma el control de la planta transmisora de XHTVM, como consecuencia de los conflictos que provocó el rompimiento del acuerdo comercial de 1998. Inicialmente, XHTVM se enlazó con la señal de Azteca Trece y a los pocos días, comienzan a emitirse promocionales con el nombre de Azteca 40 y se crea de manera apresurada una programación parecida a la de Azteca 7, la cual incluía espacios noticiosos. Estos espacios noticiosos promovían reiterada y extensamente el punto de vista de TV Azteca sobre esta decisión de tomar la planta transmisora de XHTVM, además de "linchar mediáticamente", no sólo al dueño de la televisora, Javier Moreno Valle, sino también la programación del canal con sondeos a la población en los que se trató de evidenciar que la programación del CNI no era del gusto de la gente.
Tras una "tregua" entre TV Azteca y CNI ante la Secretaría de Gobernación, se reemplaza la programación de Azteca 40 con barras cromáticas el 7 de enero de 2003 y dos días más tarde, la planta transmisora sería asegurada por la SCT, terminando así la segunda era de Azteca 40. Posteriormente, la señal de CNI Canal 40 volvió a XHTVM-TV.
TV Azteca no volvería a producir programación para XHTVM hasta 2006, pero ya no con Azteca 40, sino con un concepto similar al de CNI llamado Proyecto 40.